# Chris Brasher
Christopher William Brasher, CBE (Georgetown, Guiana Inglesa, 21 de agosto de 1928 — Chaddleworth, 28 de fevereiro de 2003) foi um atleta britânico, campeão olímpico nos Jogos de Melbourne e co-fundador da Maratona de Londres.
Nasceu na Guiana Inglesa, antiga colônia britânica no norte da América do Sul — hoje Guiana — e cursou o tradicional St. John's College da Universidade de Cambridge, na Grã Bretanha.
Nos anos 1950, atleta destacado em seu país e na Europa como corredor de meio-fundo, Brasher foi aos Jogos Olímpicos de Melbourne em 1956 e conquistou a medalha de ouro nos 3000m c/ obstáculos. Nas décadas posteriores, exerceu uma carreira de sucesso como jornalista esportivo, trabalhando como editor de esportes do jornal The Observer e como comentarista de televisão. Em 1981, após acompanhar pessoalmente o sucesso popular das corridas de rua que se espalhavam pelo mundo e de assistir à Maratona de Nova Iorque, ele ajudou a fundar aquela que viria a ser a maior corrida de rua da Europa, a Maratona de Londres.
Condecorado em 1996 com a Ordem do Império Britânico, no grau de comandante, Brasher faleceu aos 74 anos, após longos meses doente em sua casa no Condado de Berkshire.